# Bahnhof Stelle

Der Bahnhof Stelle ist eine Betriebsstelle in der Gemeinde Stelle. Er liegt an der Hauptstrecke von Hamburg und Hannover. in ihm trennt sich die Strecke von und zum Güterbahnhof Maschen von der Hauptstrecke Lehrte–Hamburg-Harburg.

## Lage
Der Bahnhof liegt im Ort Stelle sowie neben den Naturschutzgebiet "Untere Seeveniederung".
Nördlich des Bahnhofes befindet sich der Fluss Elbe sowie der Ort Fliegenberg und südlich die Bundesautobahn A39.
Der nächstgelegenen Fernbahnhof befinden sich in Hamburg-Harburg.

## Anlagen
Seit dem viergleisigen Ausbau der Strecke 2009 bis 2011 dienen die beiden mittleren Gleise dem Fern- und schnellen Regionalverkehr und die beiden äußeren Gleise mit Seitenbahnsteig dem Güter- und in Stelle haltenden Regionalverkehr. Die Strecke Ashausen–Stelle hat im Südosten noch eine Gleisverbindung und führt dann nordöstlich um den Bahnhof herum, um im Nordwesten über die Hauptstrecke in den Rangierbahnhof Maschen zu führen.

Die Bahnsteige werden durch eine Unterführung erreicht, die auf beiden Seiten einen Ausgang zur Straße hat.

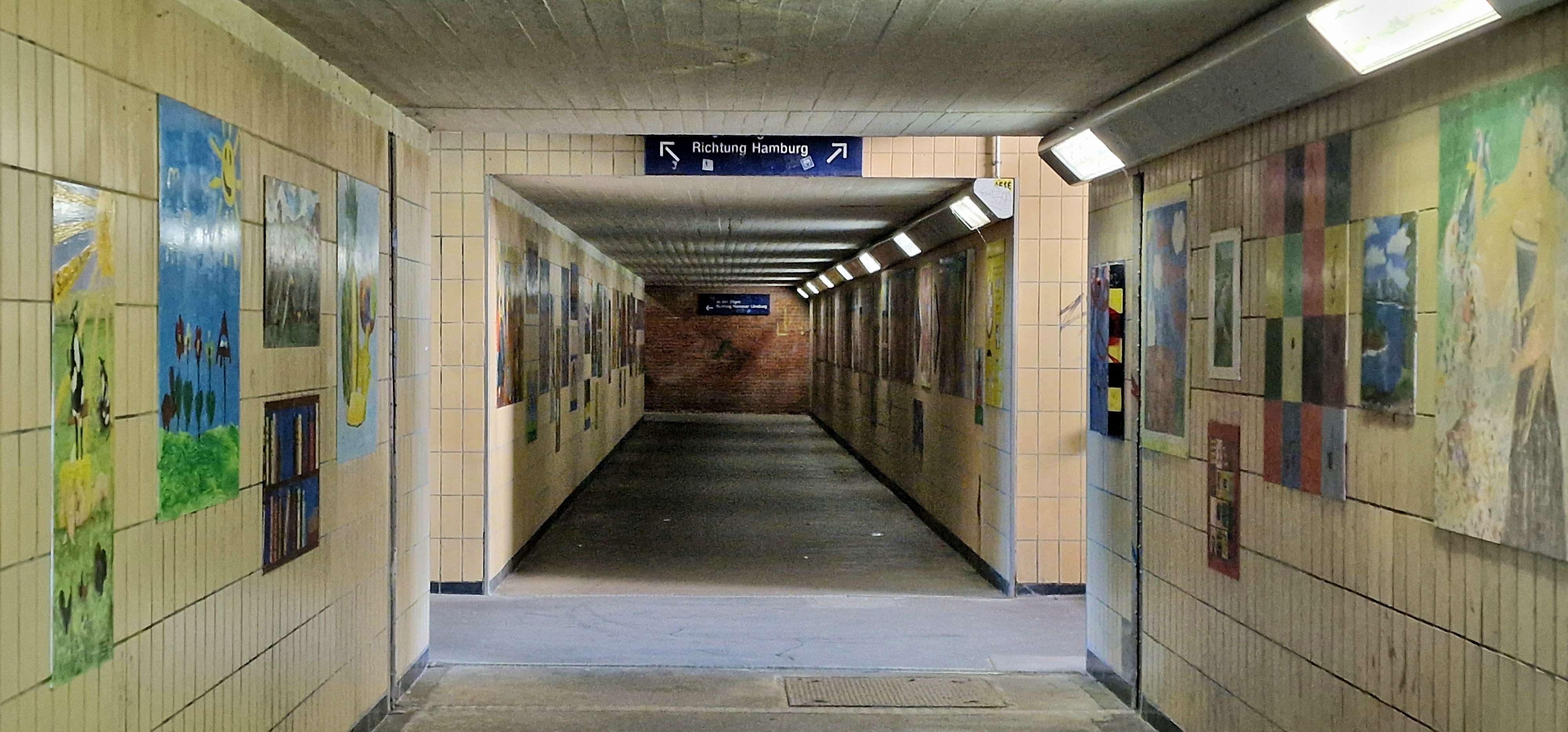
Unterführung des Bahnhofes mit den Treppen zu den Gleisen 4 und 1.
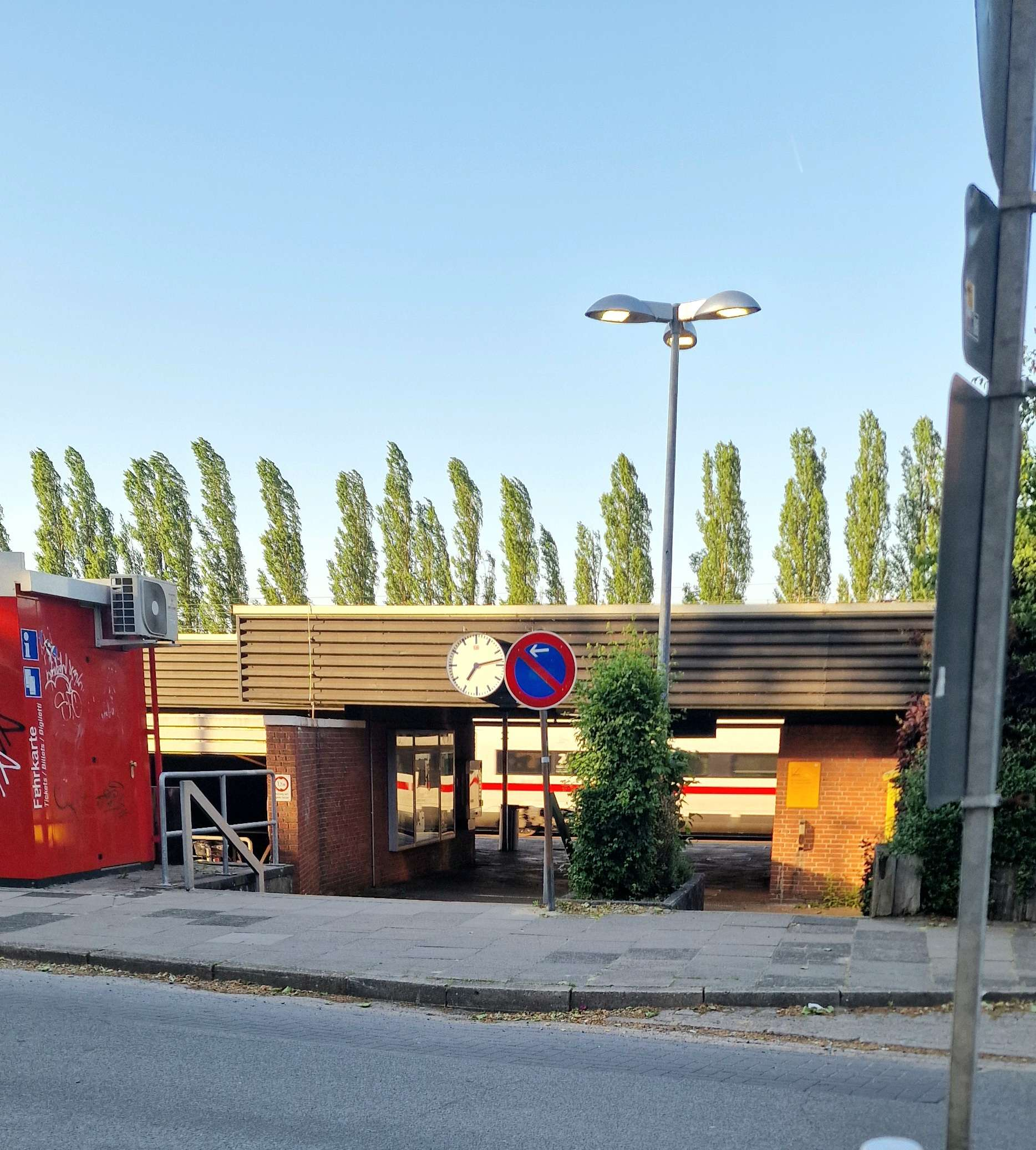
Bahnhof Stelle vom Eingang von der Straße Uhlenhorst. Links ein Video-Reisezentrum.

## Geplante Modernisierung
Die Modernisierung des Steller Bahnhofs war ursprünglich für das Jahr 2025 geplant, wurde jedoch von der Deutschen Bahn auf 2022 vorgezogen. Gemäß einem seit 2020 geltenden Regelwerk muss die Bahn vor Beginn der Baumaßnahmen prüfen, welche Auswirkungen auf die Schieneninfrastruktur und die Signaltechnik zu erwarten sind. Die notwendigen Ergebnisse sind laut Aussage der Bahn jedoch nicht rechtzeitig eingegangen, weshalb die Maßnahmen voraussichtlich erst 2024 beginnen werden. Geplante Arbeiten umfassen die Erneuerung der Bahnsteigkanten und des Belags, die Verbesserung des Blindenleitsystems, die Anpassung der Zugänge sowie die Herstellung der Barrierefreiheit. Zusätzlich sind Verbesserungen bei der Bahnsteigausstattung, dem Wetterschutz, der Kundeninformation und dem Kundenservice vorgesehen. Im Rahmen des Projekts "Niedersachsen ist am Zug! III" plant die Bahn, rund fünf Millionen Euro in den Bahnhof zu investieren.

## Verkehrsangebot

### Regionalverkehr
| Linie | Zuglauf | Takt                                                                           | Kursbuchstrecke             | Eisenbahnverkehrsunternehmen | Fahrzeugmaterial                                 |
| ----- | --- | ------------------------------------------------------------------------------ | --------------------------- | ---------------------------- | ------------------------------------------------ |
| RB 31 | Hamburg Hauptbahnhof – Hamburg-Harburg – Meckelfeld – Maschen – Stelle – Ashausen – Winsen (Luhe) – Radbruch – Bardowick – Lüneburg (– Bienenbüttel – Bad Bevensen – Uelzen) | stündlich mit Verstärker in der HVZ (einzelne Züge in den Nächten nach Uelzen) | 110: Lehrte–Hamburg-Harburg | metronom                     | Bombardier Traxx + 6 Bombardier-Doppelstockwagen |
|       | Stand: Mai 2024 |                                                                                |                             |                              |                                                  |

### Busverkehr
Der Busverkehr am Bahnhof Stelle wird vom Anbieter KVG Stade angefahren.
| Linien | Linienverlauf                                                                                  |
| ------ | ---------------------------------------------------------------------------------------------- |
| 4663   | Stelle – Winsen (Schülerverkehr)                                                               |
| AST1   | Anrufsammel-Taxi Bf. Stelle – Stelle, Wohnorte – Büllhorn – Bf. Ashausen – Winsen, Krankenhaus |
| AST2   | Anrufsammel-Taxi Wuhlenberg – Fliegenberg – Bf. Stelle – Stelle, Rathaus                       |

## Tarif
Der Landkreis Harburg ist seit Dezember 2004 Teil des Hamburger Verkehrsverbundes (HVV).